# 謁見
| ウィキペディアには「謁見」という見出しの百科事典記事はありません（タイトルに「謁見」を含むページの一覧/「謁見」で始まるページの一覧）。 代わりにウィクショナリーのページ「謁見」が役に立つかもしれません。 |